# Андрей Геренчер
Андрей Геренчер (словен. Andrej Gerenčer) (28 листопада 1941, Приштина) — словенський державний і політичний діяч, економіст, дипломат. Надзвичайний і Повноважний Посол Словенії в Україні за сумісництвом (2002-2006).

## Біографія
Народився 28 листопада 1941 року в місті Приштина, Косово. Отримав вищу економічну освіту в Белграді.
Він працював протягом сімнадцяти років на керівних та провідних посадах у PTT Словенії, останні чотири роки як директор компанії PTT Murska Sobota. У 1982 році він був обраний президентом Муніципальної ради профспілок.
У 1986—1994 рр. — Голова Муніципальної Асамблеї міста Мурска-Собота.
У 1994—1996 рр. — мер муніципалітету Мурска-Собота.
У 1996—2000 рр. — депутат другого скликання Національних зборів Республіки Словенія, де також обіймав посаду віце-президента Національної асамблеї.
У 2000—2004 рр. — депутат третього скликання Національних зборів Республіки Словенія.
З 2002 по 2006 рр. — Надзвичайний і Повноважний Посол Словенії в Угорщині, за сумісництвом в Болгарії, Молдові та Україні.
Після виходу на пенсію він продовжує своє членство в кількох товариствах.